# ミッテルエッシェンバッハ
ミッテルエッシェンバッハ (ドイツ語: Mitteleschenbach) は、ドイツ連邦共和国バイエルン州ミッテルフランケンのアンスバッハ郡に属す町村（以下、本項では便宜上「町」と記述する）で、ヴォルフラムス＝エッシェンバッハ行政共同体を構成する自治体。

## 地理

### 位置
ミッテルエッシェンバッハは、フランケン湖水地方の周縁部に位置する。

### 自治体の構成
この町は、公式には4つの地区 (Ort) からなる。このうち小集落や孤立農場などを除く集落を以下に列記する。
- ゲルスバッハ
- ミッテルエッシェンバッハ

## 歴史
アイヒシュテット司教領であったこの村は、1803年の世俗化により一旦はバイエルン領となったが、同年に旧アンスバッハ侯領（プロイセン王国領）に組み込まれた。さらに、1806年のプロイセンとバイエルンの領土交換により再びバイエルン領に戻された。バイエルン王国の行政改革の時代、1818年の自治体令により現在の自治体が生まれた。

## 行政

### 議会
議会は、首長を含め13議席からなる。

### 紋章
図柄: 赤地に、十字に組み合わされた金の司教杖と金の熊手

## ギャラリー

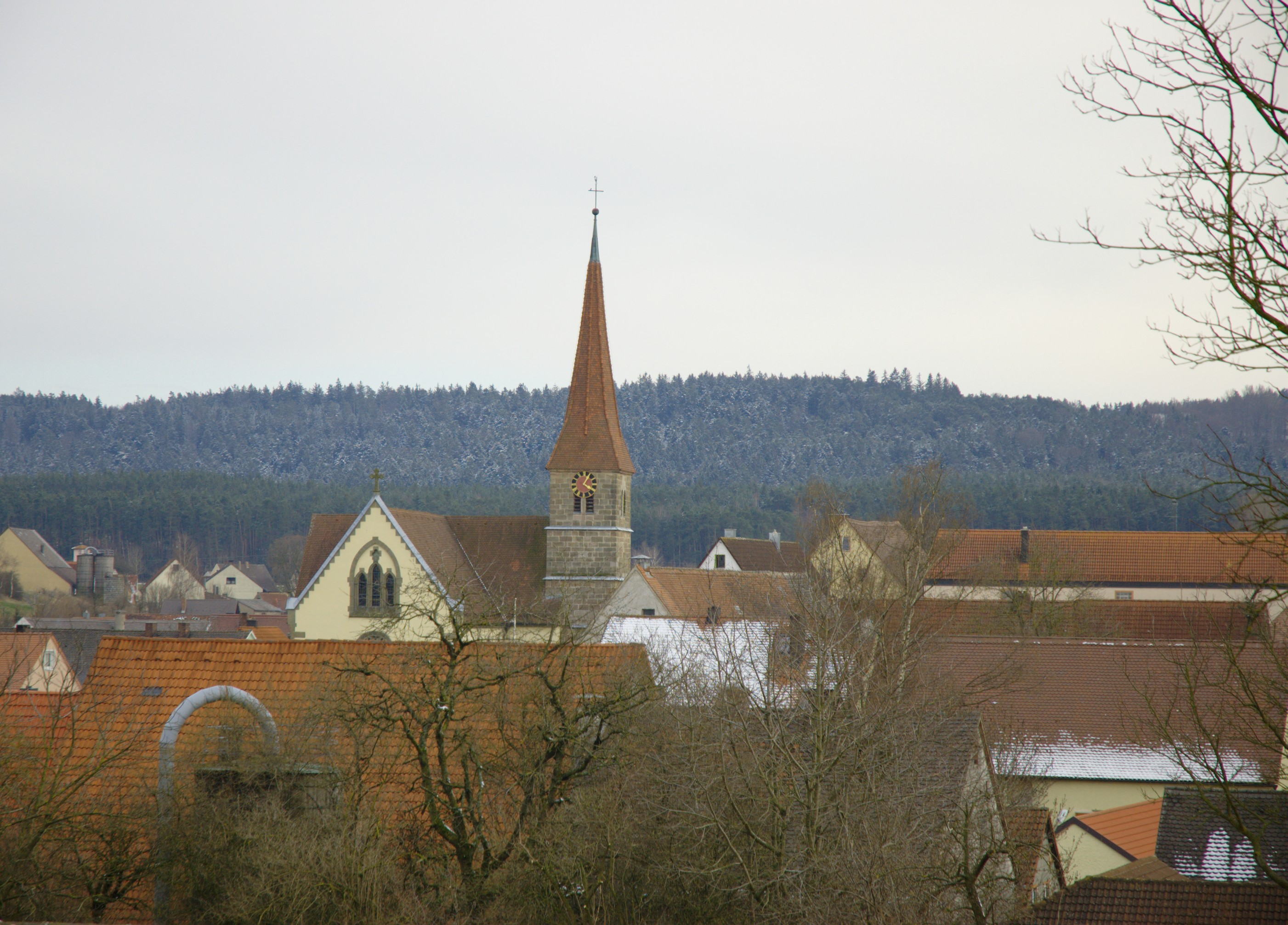
聖ニコラウス教会と町並み
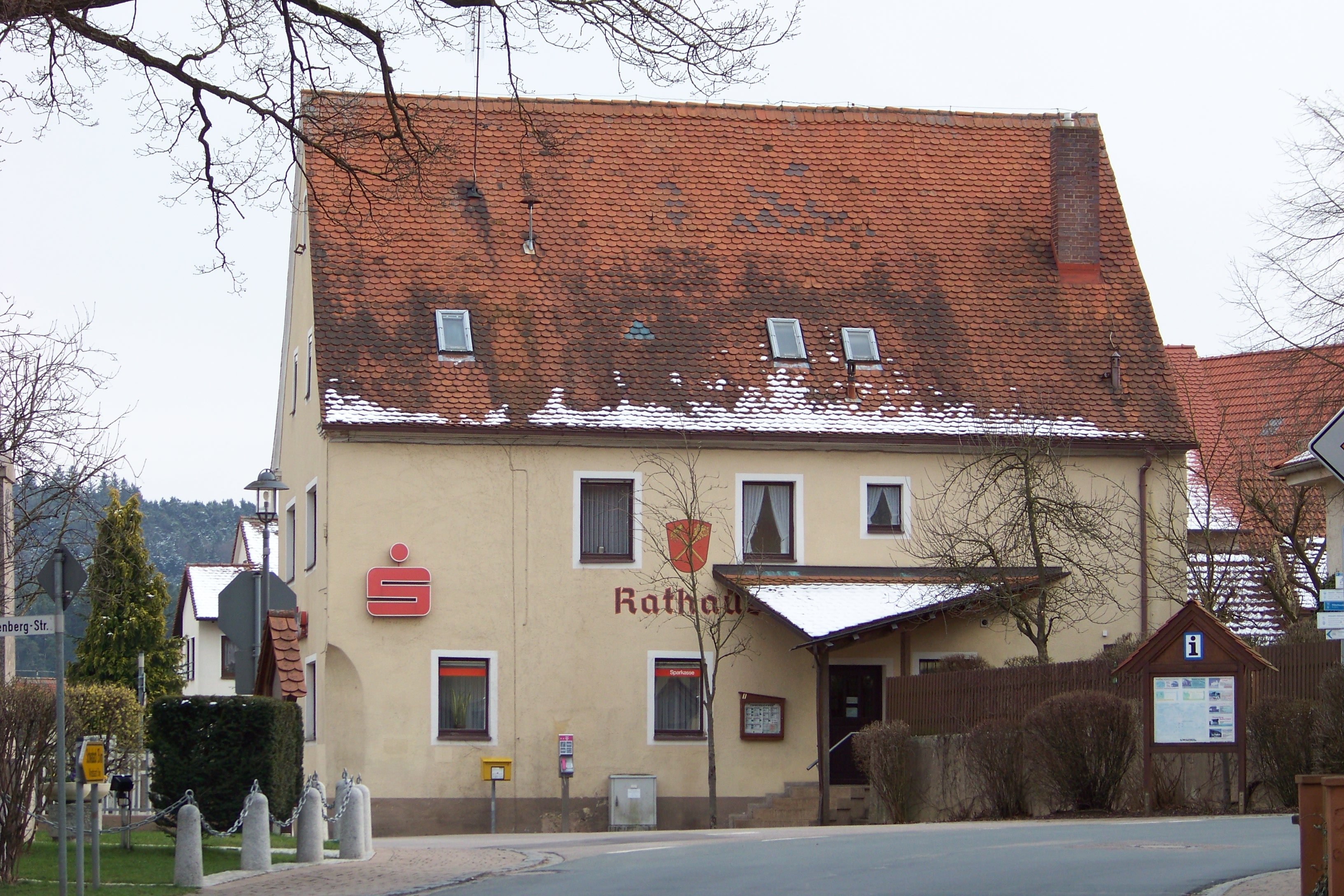
町役場
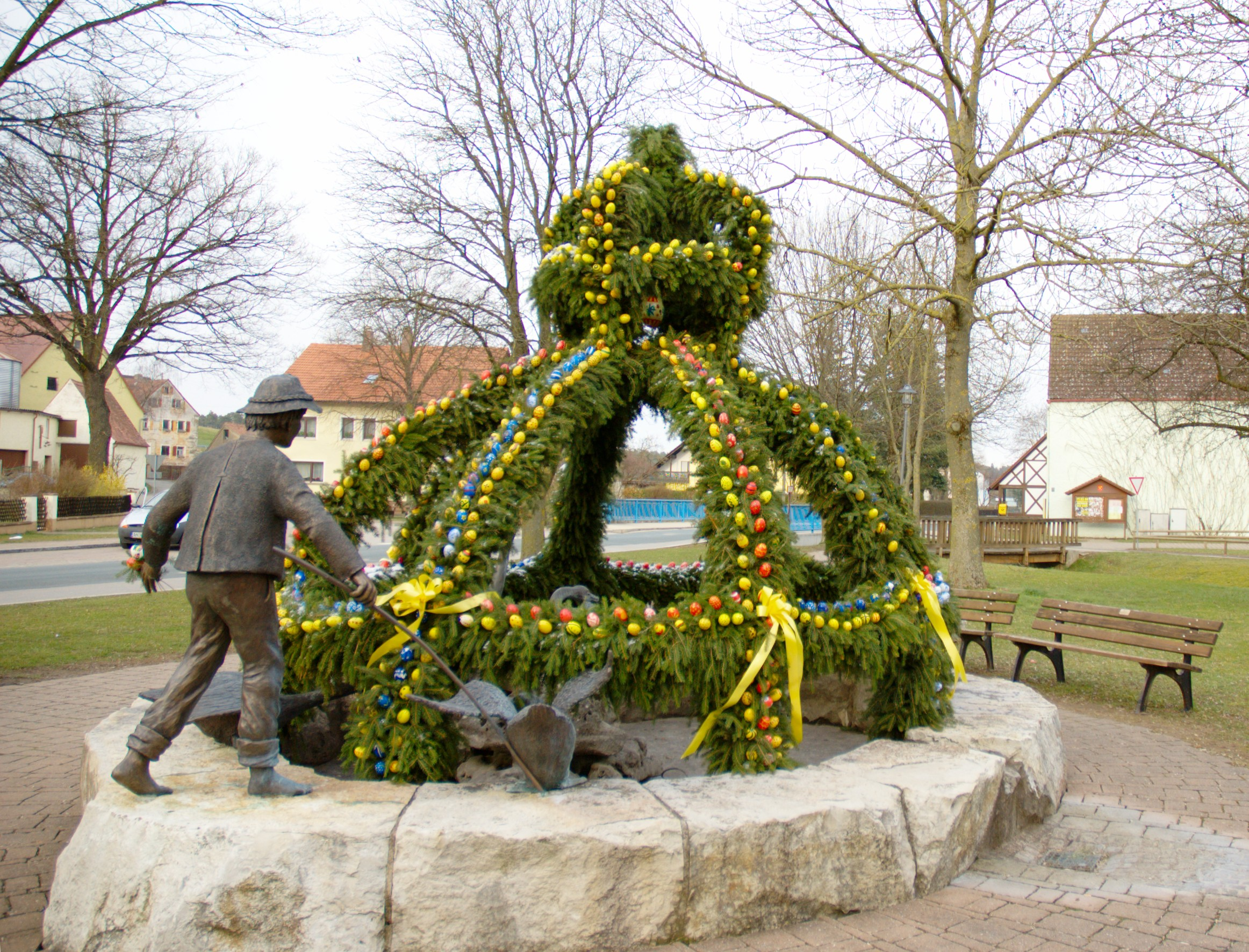
イースターエッグで飾り付けられた「ガチョウの泉」

## 引用
1. ↑  https://www.statistikdaten.bayern.de/genesis/online?operation=result&code=12411-003r&leerzeilen=false&language=de Genesis-Online-Datenbank des Bayerischen Landesamtes für Statistik Tabelle 12411-003r Fortschreibung des Bevölkerungsstandes: Gemeinden, Stichtag (Einwohnerzahlen auf Grundlage des Zensus 2011)
2. ↑  Bayerische Landesbibliothek Online